# Til-Châtel
Til-Châtel ist eine französische Gemeinde mit 1.136 Einwohnern (Stand: 1. Januar 2022) im Département Côte-d’Or in der Region Bourgogne-Franche-Comté. Sie gehört zum Arrondissement Dijon und zum Kanton Is-sur-Tille.

## Geographie
Til-Châtel liegt etwa 23 Kilometer nordnordöstlich von Dijon. Hier mündet der Ignon in den Tille. Umgeben wird Til-Châtel von den Nachbargemeinden Selongey im Norden, Orville im Norden und Nordosten, Véronnes im Osten und Nordosten, Lux im Südosten, Gemeaux im Süden und Südwesten, Marcilly-sur-Tille und Is-sur-Tille im Westen sowie Échevannes im Nordwesten.
Durch die Gemeinde führt die Autoroute A31.

## Bevölkerungsentwicklung
| Jahr                       | 1962 | 1968 | 1975 | 1982 | 1990 | 1999 | 2006 | 2013 | 2019 |
| Einwohner                  | 745  | 731  | 735  | 755  | 768  | 819  | 940  | 1055 | 1138 |
| Quellen: Cassini und INSEE |      |      |      |      |      |      |      |      |      |

## Sehenswürdigkeiten

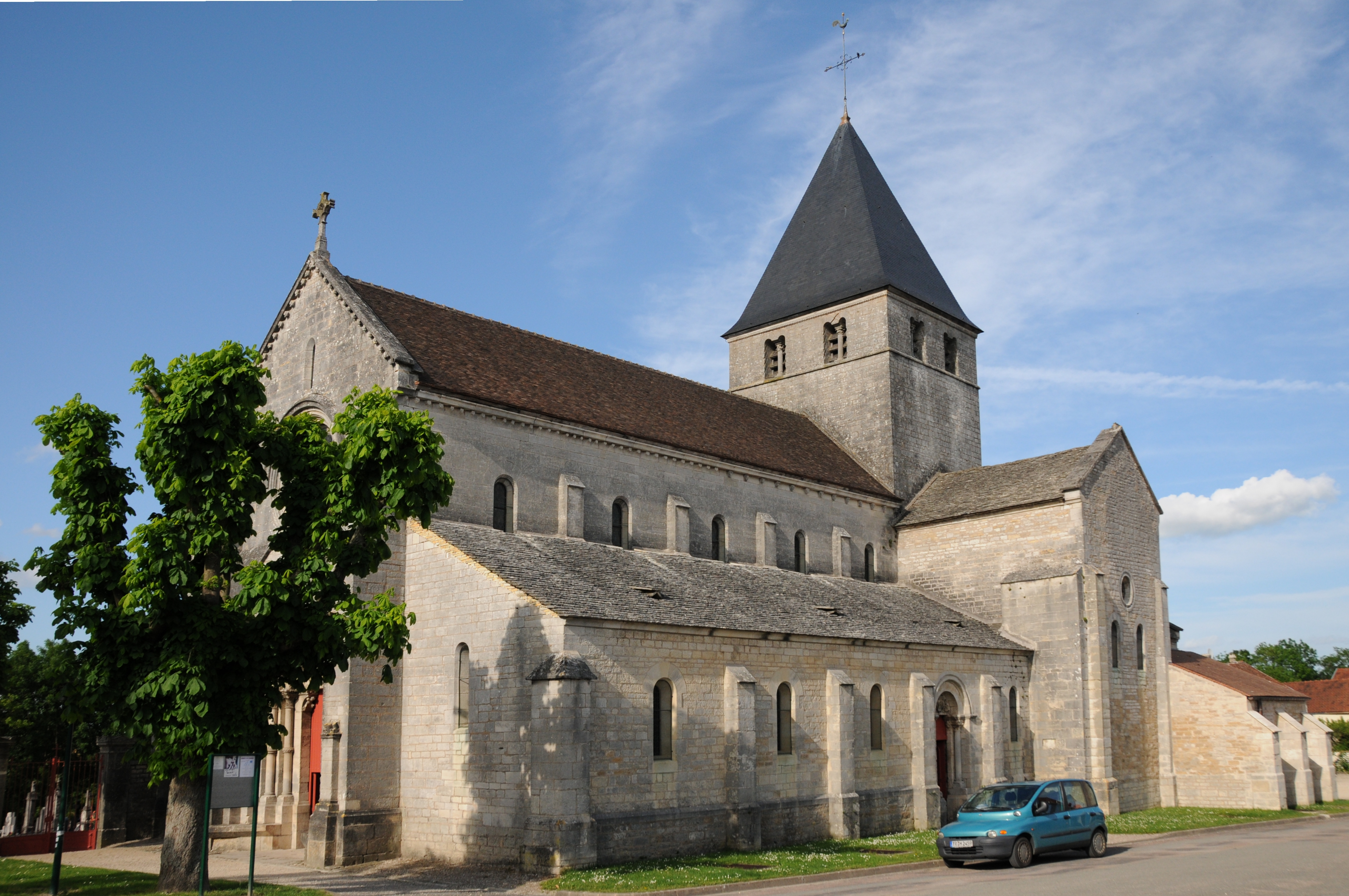
Kirche Saint-Florent-et-Saint-Honoré
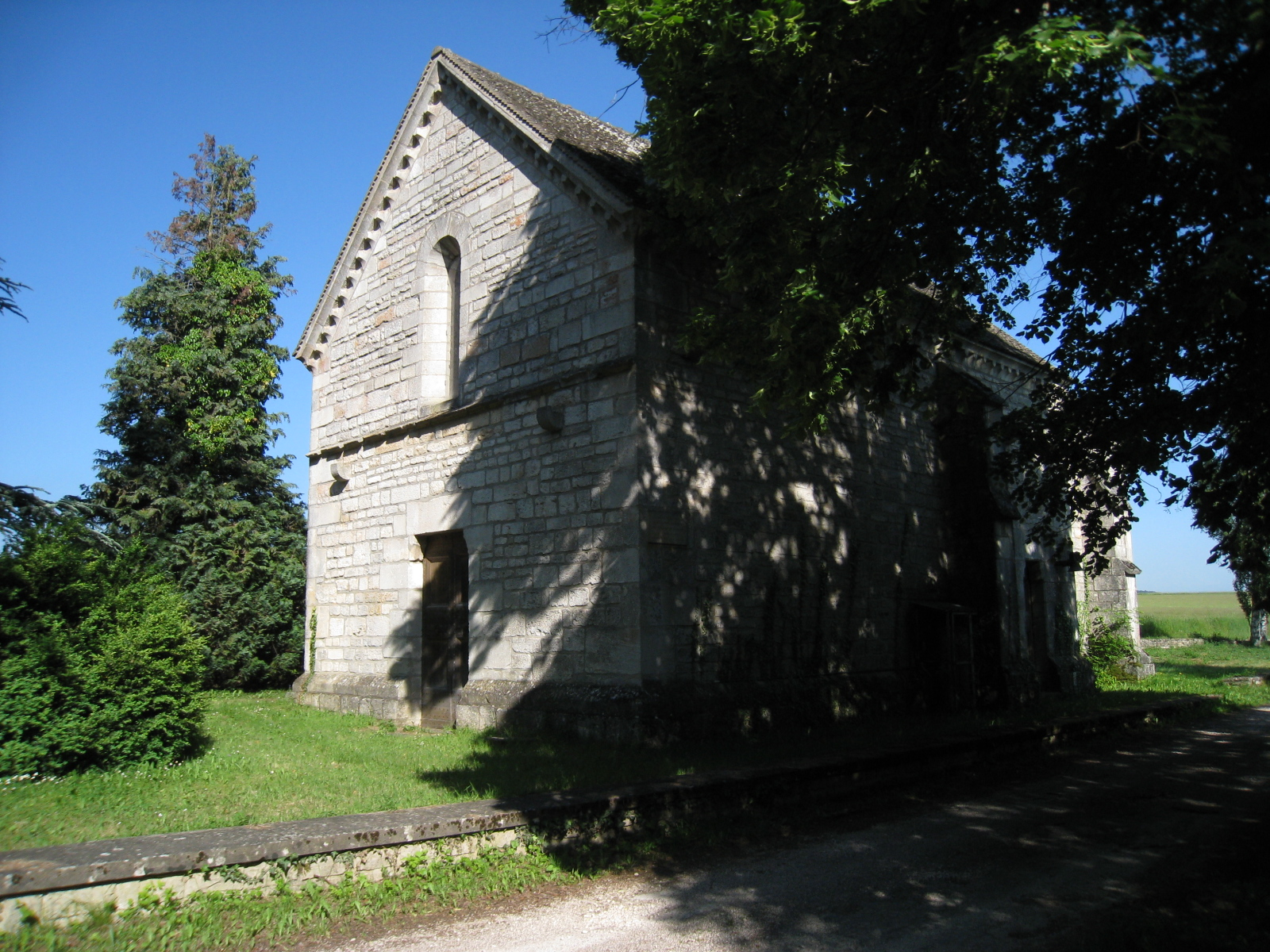
Kapelle des Tempelritterordens
- Flugplatz Til-Châtel

- Kirche Saint-Florent-et-Saint-Honoré
- Kapelle des Tempelritterordens

## Persönlichkeiten
Möglicherweise ist hier Edme Mariotte (1620–1684) hier geboren.